# Porte d'Hadrien (Antalya)
Pour les articles homonymes, voir Porte d'Hadrien et Arc d'Hadrien.

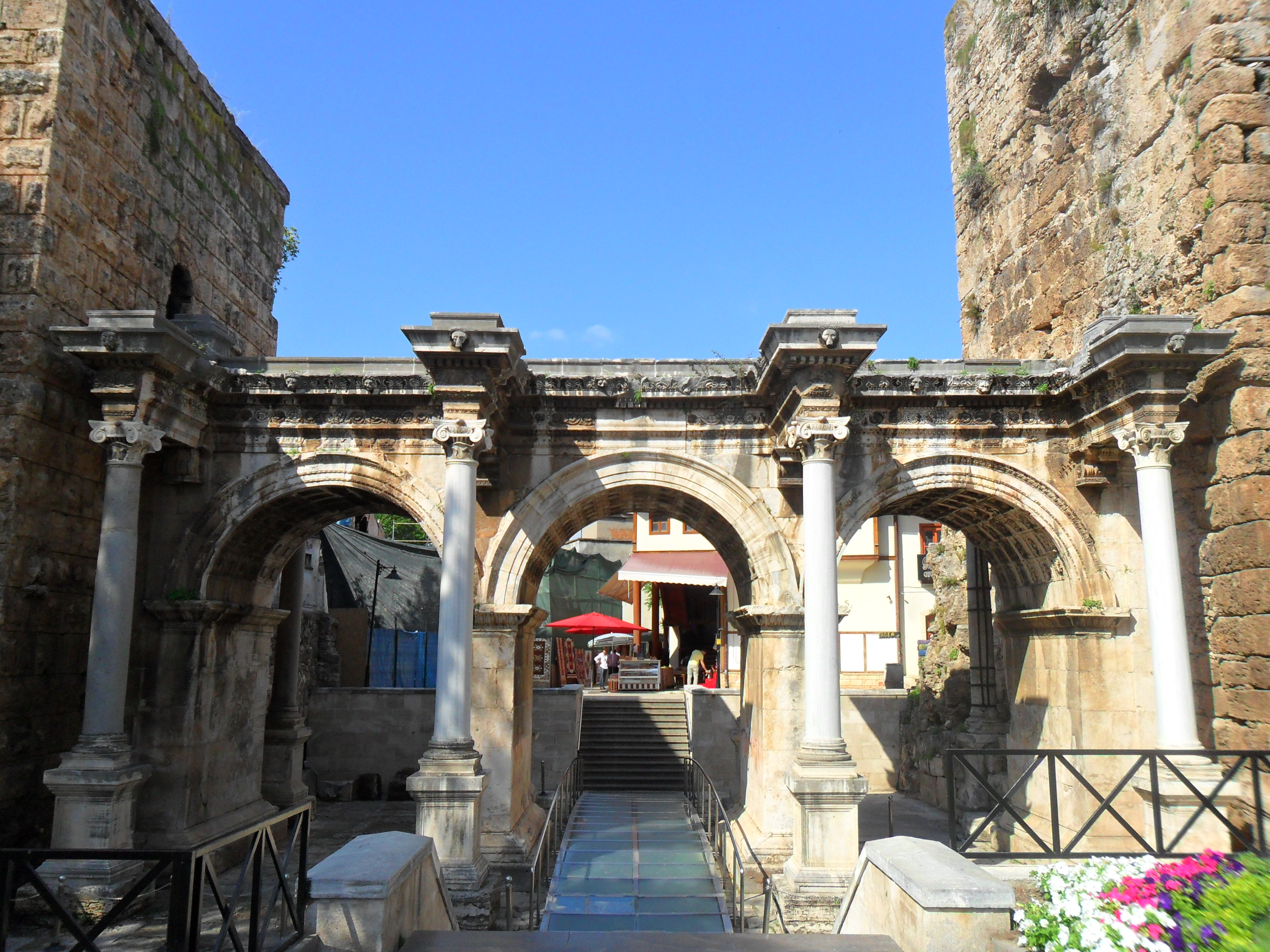
La Porte d'Hadrien

La Porte d'Hadrien ou Üçkapılar (« Les Trois Portes » en turc) est un arc de triomphe situé à Antalya, dans le sud de la Turquie. Construite au nom de l'empereur romain Hadrien (117-138) qui visita la ville en 130, elle est composée de trois portes cintrées. Selon la légende locale entachée d'anachronisme, la Reine de Saba, dénommée en arabe la sultane Balkis, est réputée avoir passé ces portes et profité d'un jour de bonheur dans le palais d'Aspendos pour rendre visite au roi Salomon. 
Autrefois les murs de la ville ont fermé l'extérieur de la porte qui n'a pas été utilisé pendant de nombreuses années. Cela peut être la raison pour laquelle elle n'a pas été endommagée, et n'a été révélée que lorsque les murs se sont effondrés. Elle est considérée comme la plus belle porte de Pamphylie. La partie supérieure a trois ouvertures en forme arrondie, et, à l'exception des piliers, est construit entièrement en marbre blanc. L'ornementation est remarquable. La porte d'origine avait deux étages, mais on connaît peu de choses de l'étage supérieur.
De chaque côté de la porte, des tours ont été construites ultérieurement. Celle au sud est connue comme la tour de Julie Sancta et elle date de l'époque d'Hadrien. Elle a été construite en blocs de pierres. Tandis que la base de la tour nord est antique, la partie supérieure est de la période seldjoukide (1037-1194).